# Municipio de Keysville
El municipio de Keysville (en inglés: Keysville Township) es un municipio ubicado en el condado de Pawnee en el estado estadounidense de Kansas. En el año 2010 tenía una población de 32 habitantes y una densidad poblacional de 0,34 personas por km².

## Geografía
El municipio de Keysville se encuentra ubicado en las coordenadas 38°7′54″N 99°24′18″O / 38.13167, -99.40500. Según la Oficina del Censo de los Estados Unidos, el municipio tiene una superficie total de 93.46 km², de la cual 93,46 km² corresponden a tierra firme y (0 %) 0 km² es agua.

## Demografía
Según el censo de 2010, había 32 personas residiendo en el municipio de Keysville. La densidad de población era de 0,34 hab./km². De los 32 habitantes, el municipio de Keysville estaba compuesto por el 100 % blancos. Del total de la población el 0 % eran hispanos o latinos de cualquier raza.